# نصف‌النهار ۱۴۹ درجه شرقی
نصف‌النهار ۱۴۹ درجه شرقی۱۴۹مین نصف‌النهار شرقی از گرینویچ است که از لحاظ زمانی ۹ساعت و ۵۶دقیقه با گرینویچ اختلاف زمانی دارد.
این نصف‌النهار از قطب شمال شروع و از مناطق زیر گذشته و به قطب جنوب ختم می‌شود.
- روسیه
- 🇵🇬 پاپوآ گینه نو
- استرالیا
- اقیانوس آرام